# Oxydia perfusa
Oxydia perfusa är en fjärilsart som beskrevs av W. Warren 1904. Oxydia perfusa ingår i släktet Oxydia och familjen mätare. Inga underarter finns listade i Catalogue of Life.